# Abū Ballāş
Abū Ballāş är en kulle i Egypten.   Den ligger i guvernementet Al-Wadi al-Jadid, i den sydvästra delen av landet, 700 km sydväst om huvudstaden Kairo. Toppen på Abū Ballāş är 463 meter över havet.
Terrängen runt Abū Ballāş är platt.  Trakten runt Abū Ballāş är nära nog obefolkad, med mindre än två invånare per kvadratkilometer. Det finns inga samhällen i närheten. Trakten runt Abū Ballāş är ofruktbar med lite eller ingen växtlighet.